# Otemachi Tower
L' Otemachi Tower (大手町タワー?, Big Hand Town Tower)  è un grattacielo situato nel quartiere degli affari Otemachi nel rione Chiyoda, a Tokyo.

## Caratteristiche
La torre di 38 piani e quasi 200 metri d'altezza funge da quartier generale della Mizuho Bank. Una struttura alberghiera di lusso gestita da Aman Resorts occupa i primi sei piani della torre.
La torre sostituisce il precedente edificio del quartier generale della Mizuho Bank Otemachi di 16 piani. Una delle principali caratteristiche di questo sviluppo è un'area verde di 3.600 m2 denominata "Foresta di Otemachi" che occupa un terzo del sito.
L'edificio è situato sopra ad un nodo di trasporto nel quale si incrociano cinque linee della metropolitana. I piani interrati si collegano direttamente alla stazione di Ōtemachi e ad altri edifici vicini.